# Arthur Barrett (cầu thủ bóng đá)
Arthur Henry Barrett (21 tháng 12 năm 1927 – 10 tháng 1 năm 2011) là một cầu thủ bóng đá người Anh, thi đấu ở vị trí wing half ở Football League cho Tranmere Rovers.